# العلاقات السريلانكية الغواتيمالية
العلاقات السريلانكية الغواتيمالية هي العلاقات الثنائية التي تجمع بين سريلانكا وغواتيمالا.

## مقارنة بين البلدين
هذه مقارنة عامة ومرجعية للدولتين:
| وجه المقارنة                                              | سريلانكا                         | غواتيمالا       |
| --------------------------------------------------------- | -------------------------------- | --------------- |
| المساحة (كم2)                                             | 65.61 ألف                        | 108.89 ألف      |
| عدد السكان (نسمة)                                         | 21.44 مليون                      | 17.26 مليون     |
| الكثافة السكانية (ن./كم²)                                 | 326.78                           | 158.51          |
| العاصمة                                                   | سري جاياواردنابورا كوتي، كولمبو  | غواتيمالا       |
| اللغة الرسمية                                             | اللغة السنهالية، اللغة التاميلية | اللغة الإسبانية |
| العملة                                                    | روبية سريلانكي                   | كتزال غواتيمالي |
| الناتج المحلي الإجمالي (بليون دولار)                      | 87.17 مليار                      | 75.62 مليار     |
| الناتج المحلي الإجمالي (تعادل القوة الشرائية) بليون دولار | 246.62 مليار                     | 126.21 مليار    |
| الناتج المحلي الإجمالي الاسمي للفرد دولار أمريكي          | 3.93 ألف                         | 3.90 ألف        |
| الناتج المحلي الإجمالي للفرد دولار أمريكي                 | 11.11 ألف                        | 7.45 ألف        |
| مؤشر التنمية البشرية                                      | 0.757                            | 0.627           |
| رمز المكالمات الدولي                                      | +94                              | +502            |
| رمز الإنترنت                                              | .lk،                             | .gt             |
| المنطقة الزمنية                                           | ت ع م+05:30                      | 00              |

## منظمات دولية مشتركة
يشترك البلدان في عضوية مجموعة من المنظمات الدولية، منها:
| علم المنظمة | اسم المنظمة                               | تاريخ انضمام سريلانكا | تاريخ انضمام غواتيمالا |
| ----------- | ----------------------------------------- | --------------------- | ---------------------- |
|             | مؤسسة التنمية الدولية                     | 27 يونيو 1961         | 27 أبريل 1961          |
|             | يونسكو                                    | 14 نوفمبر 1949        | 2 يناير 1950           |
|             | وكالة ضمان الاستثمار متعدد الأطراف        | 27 مايو 1988          | 11 يوليو 1996          |
|             | الأمم المتحدة                             | 14 ديسمبر 1955        | 21 نوفمبر 1945         |
|             | الاتحاد البريدي العالمي                   | ?                     | ?                      |
|             | البنك الدولي للإنشاء والتعمير             | 29 أغسطس 1950         | 28 ديسمبر 1945         |
|             | المنظمة الهيدروغرافية الدولية             | ?                     | ?                      |
|             | الاتحاد الدولي للاتصالات                  | 1897                  | 10 يوليو 1914          |
|             | منظمة حظر الأسلحة الكيميائية              | ?                     | ?                      |
|             | مؤسسة التمويل الدولية                     | 20 يوليو 1956         | 20 يوليو 1956          |
|             | المركز الدولي لتسوية المنازعات الاستشارية | 11 نوفمبر 1967        | 20 فبراير 2003         |
|             | منظمة التجارة العالمية                    | ?                     | ?                      |
|             | منظمة الشرطة الجنائية الدولية             | ?                     | ?                      |

## وصلات خارجية
- موقع وزارة الخارجية السريلانكية
- موقع وزارة الخارجية الغواتيمالية